# David Scott (de Dunninald)

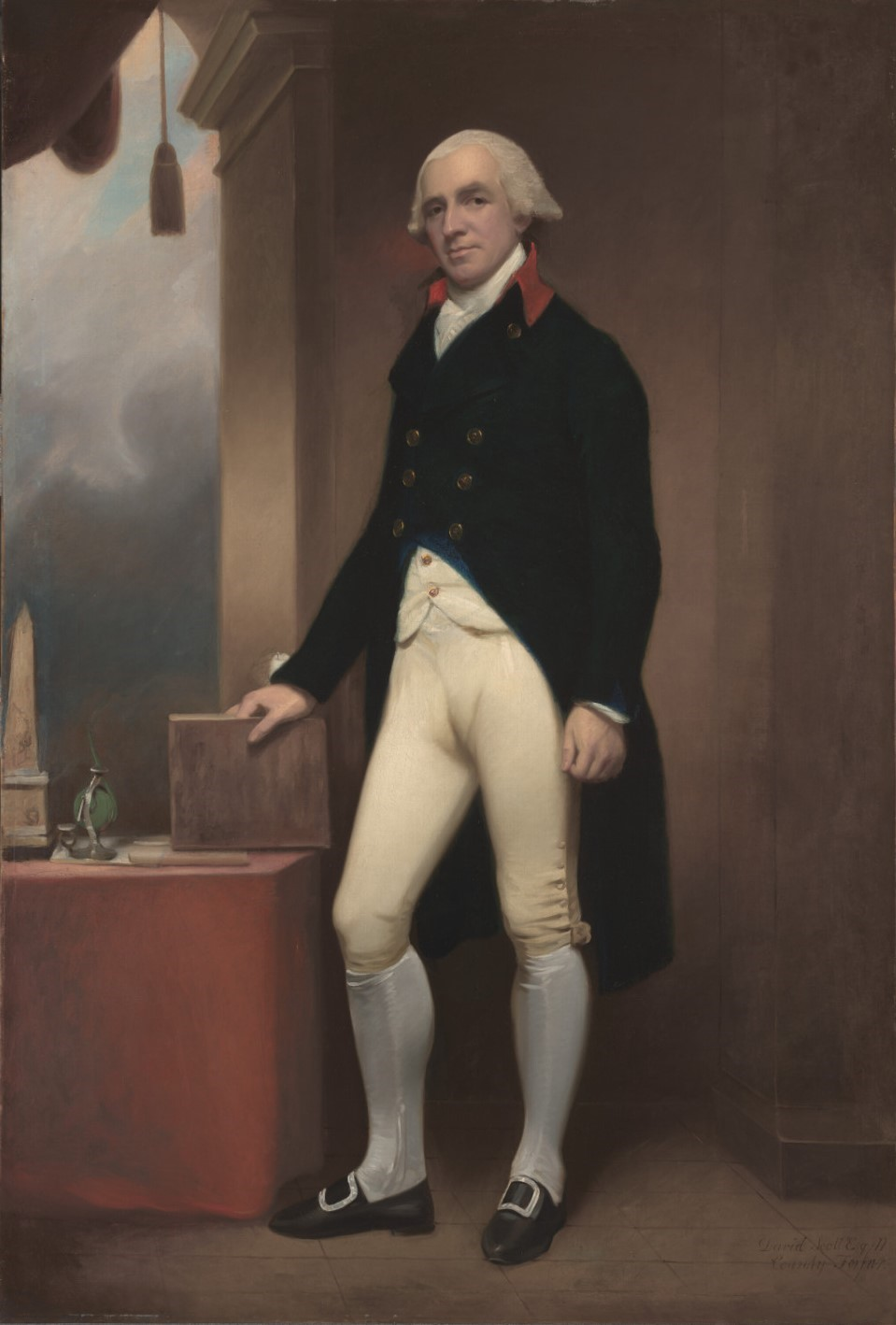
David Scott, Esq., de Dunniald. Pintura de George Romney, 1773-1774.

David Scott (27 de febrero de 1746 - 4 de octubre de 1805)  del castillo de Dunninald, Angus, fue un comerciante escocés, director de la Compañía de las Indias Orientales y miembro del Parlamento (MP). Fue miembro de la Cámara de los Comunes de Gran Bretaña entre 1790 y 1800, y de la Cámara de los Comunes del Reino Unido hasta su muerte.

## Carrera
Scott nació a principios de 1746 en la casa familiar, Dunninald House, en la parroquia de Craig, Angus. Hijo de Robert Scott (1705–1780), el laird de Dunninald, y su esposa, Ann. Estudió en la Universidad de Saint Andrews, antes de buscar fortuna en India allí fundó un importante negocio comercial en Bombay antes de regresar a Londres en 1786 para dirigir la parte inglesa de su negocio. Se convirtió en director de la Compañía de las Indias Orientales en 1788.
En 1785, Scott ayudó a James Charles Stuart Strange en el comercio marítimo de pieles. Strange comandó dos barcos que navegaron desde India hasta la costa noroeste del Pacífico, recogieron pieles de nutria marina y luego navegaron a Guangzhou (Cantón), China, para venderlas. El último viaje del capitán Cook había demostrado el potencial para tal aventura. Aunque la expedición fue un fracaso comercial, exploró e hizo descubrimientos en el noroeste del Pacífico, cuya geografía en ese momento era poco conocida. En particular, Strange y sus capitanes exploraron el extremo norte de la isla de Vancouver y descubrieron y bautizaron el estrecho Queen Charlotte Sound y el estrecho Queen Charlotte. Al extremo noroeste de la isla de Vancouver lo llamaron Cabo Scott, en honor a David Scott.

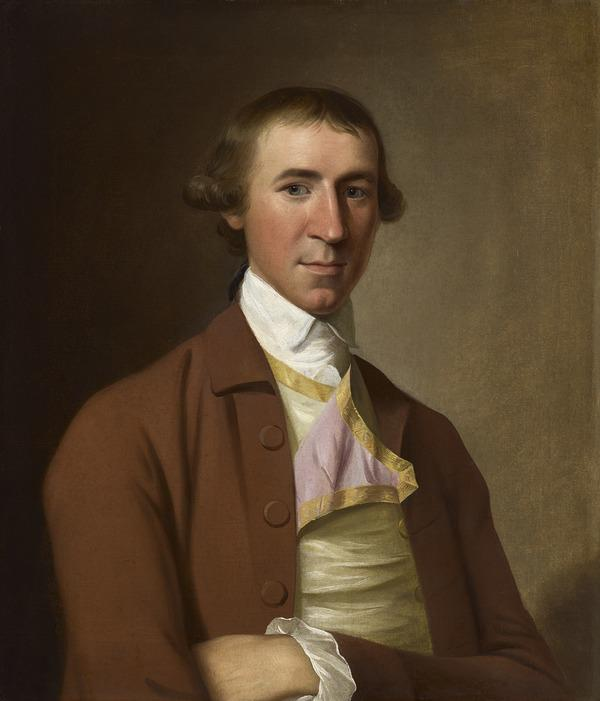
David Scott, comerciante y director de la Compañía de las Indias Orientales. Pintura de Tilly Kettle, c. 1775.

## Parlamento
En las elecciones generales de 1790 fue elegido sin oposición como diputado por Forfarshire, pero renunció a ese puesto a principios de 1796 para participar en una elección parcial en Perth Burghs, donde fue reelegido sin oposición en marzo de 1796. Fue reelegido en las elecciones generales de 1796 y ocupó el cargo hasta su muerte, ocurrida en Cheltenham, el 4 de octubre de 1805, a los 59 años, tras una larga y grave enfermedad.
Su hijo David Scott (1782-1851), que heredó Dunninald, esperaba suceder a su padre como diputado por Perth Burghs. Sin embargo, cuando el joven Scott dejó el lecho de muerte de su padre, Sir David Wedderburn ya había conseguido tanto apoyo que ni siquiera el respaldo de Lord Melville pudo evitar la derrota.
El joven David llegó a ser director de la Compañía de las Indias Orientales en 1814 y en 1819 heredó el título de baronet de su tío James Sibbald Scott.